# Хрваћани (Котор Варош)
Хрваћани су насељено мјесто у Босни и Херцеговини, у општини Котор Варош, ентитет Република Српска. Према попису становништва из 1991. у насељу је живјело 745 становника.

## Становништво
Према попису становништва из 1991. године, мјесто је имало 745 становника.
| Демографија | Демографија | Демографија |
| Година      | Становника  | Становника  |
| ----------- | ----------- | ----------- |
| 1961.       | 636         |             |
| 1971.       | 959         |             |
| 1981.       | 737         |             |
| 1991.       | 743         |             |
| 2013.       | 248         |             |